# Ichthyapus
Ichthyapus is een geslacht van straalvinnige vissen uit de familie van slangalen (Ophichthidae). Het geslacht is voor het eerst wetenschappelijk beschreven in 1847 door L. Brisout de Barneville.

## Soorten
- Ichthyapus acuticeps (Barnard, 1923)
- Ichthyapus acutirostris Brisout de Barneville, 1847
- Ichthyapus insularis McCosker, 2004
- Ichthyapus ophioneus (Evermann & Marsh, 1900)
- Ichthyapus platyrhynchus (Gosline, 1951)
- Ichthyapus selachops (Jordan & Gilbert, 1882)
- Ichthyapus vulturis (Weber & de Beaufort, 1916)